# The Roku Channel
The Roku Channel es un servicio de streaming OTT de televisión por internet disponible en los Estados Unidos, Canadá, México y el Reino Unido. El servicio fue lanzado en 2017 y es propiedad y está operado por Roku, Inc. Es el servicio tipo FAST más popular en los EE. UU., alcanzando los 145 millones de usuarios, a partir de 2024.
El canal Roku incluye más de 500 canales gratuitos, más de 80 000 películas y programas gratuitos, y acceso a contenidos de pago. El servicio está disponible a través de dispositivos de reproducción digital, como Fire TV, en televisores inteligentes de Roku y en otras marcas, como Samsung  con la aplicación móvil Roku, y navegadores web que se ejecutan en computadoras, tabletas o teléfonos móviles. 

## Historia

### 2017–2019: Lanzamiento en Estados Unidos y Canadá
The Roku Channel se lanzó en septiembre de 2017 como un servicio gratuito de televisión por streaming y con publicidad (conocido por sus siglas en inglés «FAST»),  disponible para los espectadores en los Estados Unidos. El CEO de Roku, Anthony Wood, declaró en el mismo mes que el canal era «una forma para que los propietarios de contenido publicaran su material en Roku sin desarrollar una aplicación». En agosto de 2018, la plataforma se había expandido a Canadá, y se lanzó una versión en sitio web del servicio, que permitía acceder a este a través de cualquier navegador web. En agosto de 2018, también se informó que The Roku Channel había firmado acuerdos de licencia de contenido con Sony Pictures, Warner Bros., Metro-Goldwyn-Mayer, Lionsgate, Disney y Paramount Pictures. Además, el servicio ya ofrecía contenido de socios existentes como American Classics, FilmRise, Nosey, OVGuide, Popcornflix, Vidmark y YuYu. 

### 2020–2022: Expansión al Reino Unido y México
En abril de 2020 se lanzó The Roku Channel en el Reino Unido. En enero de 2021, Roku anunció que había adquirido la biblioteca de contenido original del extinto servicio de video móvil Quibi por una cantidad no revelada, que se informó que rondaba los 100 millones de dólares estadounidenses, para su disponibilidad en The Roku Channel. El contenido fue rebautizado como Roku Originals. En agosto de 2021, se informó que The Roku Channel añadió a CBC, AccuWeather Now, FilmRise True Crime, Haunt TV e IGN para su visualización gratuita.
En marzo de 2022, The Roku Channel incluía servicios de noticias como: ABC News, Bloomberg, Cheddar, NBC News, Newsy, People TV, Reuters, USA Today, WeatherNation y Yahoo Finance, todos disponibles de forma gratuita. En octubre de 2022, se lanzó The Roku Channel en México. Según Deadline Hollywood, en octubre de 2022 Charlie Collier, anteriormente director ejecutivo de Fox Entertainment, también se unió a Roku como presidente de Roku Media para administrar el negocio y el contenido de la plataforma publicitaria para The Roku Channel, entre otras cosas. Posteriormente, en diciembre de 2022, Roku anunció que firmaría un acuerdo con la Organización Miss Universo para transmitir las ediciones septuagésimoprimera y septuagésimosegunda del concurso de belleza Miss Universo en los Estados Unidos, siendo la primera vez que el concurso se emitía por televisión en streaming, después de varios años en televisión lineal.
A finales de 2022, el Canal Roku ofrecía suscripciones prémium para más de 50 servicios, entre ellos Discovery+, Paramount+, MGM+, Showtime, Starz, HBO, AMC+, Shudder yAcorn TV. Además, The Roku Channel llegaba a hogares estadounidenses que conformaban más de 100 millones de personas, según las estimaciones de Roku. Según los informes, The Roku Channel también fue el servicio FAST más popular en los Estados Unidos en 2021 y 2022.

### 2023–presente: Crecimiento de la audiencia
En febrero de 2023, BGR informó que Roku anunció la adición de casi 2000 horas de contenido bajo demanda a The Roku Channel. Este contenido incluía material disponible de manera gratuita de HBO,  HBO Max, Discovery Channel, HGTV, Food Network, TLC, Warner Bros. Pictures y Warner Bros. Television.
En agosto de 2023, se informó que The Roku Channel había agregado varios servicios de NBCUniversal como opciones gratuitas y con publicidad. Entre estos están NBC News Now, Dateline, Today All Day, estaciones locales de NBC, canales de noticias regionales deTelemundo, Universal Action, Alfred Hitchcock Presents, Sky News International, The Rotten Tomatoes Channel y un canal de Universal Crime. Además, el servicio comenzó a estar disponible en Google TV y mediante otros dispositivos operativos Android TV, además de los reproductores de medios digitales y televisores inteligentes de la marca Roku, los  televisores Amazon Fire, los Apple TV y Samsung Fire, los Apple TV y los Samsung. Además, un informe de Variety en septiembre de 2023 afirmaba que The Roku Channel ofrecía más de 80 000 programas de televisión y películas y acceso a contenidos prémium. Variety también informó que los servicios FAST estadounidenses, incluidos Roku, Pluto TV, Samsung SmartTV+ y Vizio WatchFree+, tenían «cargas comerciales» de entre 8 y 9 minutos por hora, en comparación con entre 15 y 17 minutos por hora en la televisión por cable.
En enero de 2024, Roku anunció un acuerdo con la Fórmula E para emitir todas las carreras menos 5 al año. Roku también tenía panificado emitir también Recharge, un programa de estudio emitido 24 horas después de cada carrera. Según The Wrap, en febrero de 2024, The Roku Channel ofreció más de 400 canales de televisión lineales en directo y distribuyó contenido de más de 250 socios.  En abril de 2024, la National Basketball Association (NBA) anunció una asociación con Roku para lanzar «NBA Fast», el primer canal FAST de la NBA, en The Roku Channel. Roku también anunció un acuerdo con la NBA para emitir más de 40 partidos de la NBA G League durante la temporada 2024-25. En mayo de 2024, The Roku Channel obtuvo un acuerdo plurianual de derechos con las Grandes Ligas de Béisbol para transmitir en vivo los juegos dominicales de la liga de forma gratuita.
En junio de 2024, la empresa de medición Comscore encontró que The Roku Channel era el más popular entre todos los servicios tipo FAST en los EE. UU. En el mismo mes, Lifewire declaró que The Roku Channel podía ser visto con la aplicación móvil Roku, disponible tanto para iOS como para Android, y permitía cambiar entre contenido gratuito, servicios de suscripción prémium y TV en vivo.
En agosto de 2024, Roku lanzó un nuevo canal FAST, Roku Sports Channel, que estaría disponible en The Roku Channel. En el lanzamiento, el canal deportivo mostraría eventos en vivo como el MLB Sunday Leadoff, Formula E, NBA G League y programación de estudio en vivo de The Rich Eisen Show y GMFB: Overtime. En febrero de 2025, Roku anunció que lanzaría un programa de estudio deportivo femenino titulado Women's Sports Now, con Renee Montgomery, Sarah Tiana y Suzy Shuster. En mayo de 2025, Roku anunció que The Roku Sports Channel también empezaría a estar disponible en Samsung TV Plus.
The Roku Channel fue el servicio más visto de EE. UU. en noviembre de 2024, según los datos de audiencia televisiva de Nielsen. Llegó a hogares con casi 145 millones de personas a finales de 2024, según Roku.  La plataforma reunió el 2,5% de todo el uso de televisión en Estados Unidos en mayo de 2025 según los datos de Nielsen, y se ubicó como el quinto servicio de streaming más visto, por detrás de YouTube (12.5%), Netflix (7.5%), los servicios propiedad de Disney (5%) y Amazon Prime Video (3.5%). Además, de acuerdo con Roku en mayo de 2025, las horas de visualización en The Roku Channel aumentaron un 84% año tras año y la plataforma fue el segundo servicio con mayor nivel de interacción en Roku entre los espectadores estadounidenses.